# Liste der Monuments historiques in Bouzy
Die Liste der Monuments historiques in Bouzy führt die Monuments historiques in der französischen Gemeinde Bouzy auf.

## Liste der Objekte
| Bezeichnung                | Beschreibung                                                                           | Standort                      | Kennzeichnung | Schutzstatus | Datum | Bild |
| -------------------------- | -------------------------------------------------------------------------------------- | ----------------------------- | ------------- | ------------ | ----- | ---- |
| Skulptur Madonna mit Kind  | Holz, 18. Jahrhundert                                                                  | in der Kirche St-Basle (Lage) | PM51003270    | Inscrit      | 1990  |      |
| Hauptaltar                 | Altartisch; Marmor, 18. Jahrhundert                                                    | in der Kirche St-Basle (Lage) | PM51003136    | Inscrit      | 1982  |      |
| Kruzifix                   | Holz, 18. Jahrhundert                                                                  | in der Kirche St-Basle (Lage) | PM51003271    | Inscrit      | 1990  |      |
| Taufbecken (1)             | Marmor, 18. Jahrhundert                                                                | in der Kirche St-Basle (Lage) | PM51003757    | Inscrit      | 1990  |      |
| Seitenaltar                | Altartisch und Retabel; Holz, 18. Jahrhundert                                          | in der Kirche St-Basle (Lage) | PM51003135    | Inscrit      | 1982  |      |
| Orgel                      | Haupteintrag für PM51001741                                                            | in der Kirche St-Basle (Lage) | PM51001740    | Inscrit      | 1985  |      |
| Instrumentalteil der Orgel | 1855 als Chororgel für die Kirche St-Jacques in Reims gebaut, 1891 nach Bouzy versetzt | in der Kirche St-Basle (Lage) | PM51001741    | Inscrit      | 1985  |      |
| Taufbecken (2)             | Marmor, 17. Jahrhundert                                                                | in der Kirche St-Basle (Lage) | PM51000106    | Classé       | 1984  |      |